# Enric Bug
Enric Bug, auch Enric Bug Lapedra, Pseudonym Bug Rogers (* 15. April 1957 in Portbou), ist ein spanischer Comicautor und Industriedesigner.

## Leben und Werk
Enric Bug Lapedra ist der einzige Sohn des Enric Bug Ramis, Eisenbahnarbeiter aus Portbou, und der Carmen Lapedra Terrades aus Figueres. Im Alter von 16 Jahren begann der Autodidakt Plakate zu entwerfen. Seine beruflichen Anfänge lagen Mitte der 1970er Jahre in der Underground-Comix-Szene, deren Magazine während der Transition in Spanien in Barcelona erschienen. 1976 debütierte Enric Bug mit dem Comic The Speed Kills, das in dem Magazin Star erschien. Für die Single mit dem Lied Himne De La Unió der Blaskapelle Banda Tramuntana steuerte er 1978 das Plattencover bei. 1979 zog er nach Barcelona und arbeitete für den Verlag Producciones Editoriales. Hier entwarf er weiter Underground Comix für das Magazin Star, eine Publikation, die später unter dem Titel Bésame Mucho fortgesetzt wurde. Beide Magazine galten in den 1970er und 1980er Jahren als alternativ und avantgardistisch. Andere Publikationen wie das Musikmagazin Vibraciones, Rampa, Rambla, Rock Espezial, Diari de Barcelona und Playboy veröffentlichten ebenfalls seine Arbeiten. In Anlehnung an den Science-Fiction-Helden Buck Rogers gab er sich das Pseudonym Bug Rogers, mit dem er seine Werke signierte.
In seinen Comics kreierte Enric Bug ein „Popuniversum“, in dem sich oft „Hollywoodstars, femmes fatales und schnelle Fahrzeuge“ tummelten. In Rockabilly de verano schuf er eine 1950er-Jahre-Szenerie mit einem an Elvis Presley erinnernden Hauptdarsteller, der „von Cadillacs, Motorrädern und Knallerfrauen“ umgeben war. In seinen Arbeiten tauchten oft „üppige Damen in Popfarben und psychedelischen Turbulenzen“ auf. Als Bug Rogers gehörte er mit Carmelo Hernando, Pere Fortuny, Luis García, Elvira Navares, Pepe Cánovas, Mari Carmen Vilá und Never Mind der Künstlergruppe an, die 1980 die Comicreihe La Astronomía Pirata im Verlag Ikusager Ediciones herausbrachte. Der Gruppe wurde zugeschrieben, „die Themen, den Inhalt und die Ästhetik von Comics erneuert“ zu haben. Für die Vermarktung seiner Illustrationen und Comic-Kunst gründete Bug die Firma Bug Rogers + Comets.
Nach seiner Tätigkeit als Comiczeichner wandte sich Enric Bug der Grafik, der Innenarchitektur und dem Industriedesign zu, wozu er die FirmaGrup Simple gründete. Entlang der Costa Brava entwarf er Grafikdesigns für Nachtclubs wie Fata Morgana in Sant Pere Pescador, Charly in Figueres und Picasso in Roses sowie von 1980 bis 1987 eine Vielzahl von Plakaten für die Discothek Chic in Roses, einen der bekanntesten Nachtclubs Spaniens der 1980er Jahre. Für den Club Charly kreierte er 1994 zudem Tischlampen aus Buchen- und Kiefernholz in einem dem Art déco nachempfundenen Stil.
Für die Firma Febrer in Olot entwarf er Mitte der 1980er Jahre, wieder im Stil des Art déco, zwei Leuchtobjekte mit anthropomorphen Figuren ohne Gesichtszüge, die die Titel Taus (männliche Gestalt) und Alix (weibliche Gestalt) trugen und jeweils eine Leuchtröhre in ihren Händen hielten. Taus wurde unter anderem  als Requisit zur Ausstattung von Szenen des Films Batman (1989) und Alix in Die Spur führt zurück – The Two Jakes (1990) verwendet. Daneben formgestaltete er um diese Zeit für Febrer die Collection Abstract, bestehend aus sechs verschiedenen Schaufensterpuppen in ähnlich futuristischem Design, sowie einige Möbel. Zudem widmete sich Bug Auftragsarbeiten für das Interieur und die Dekoration von Geschäften und Freizeiträumen. Er fertigte weiterhin Plakate an, so 1995 für Fira del Disc de Girona. Von 1997 bis 1998 besuchte er die Kunstschule Escola d’art d’Olot und studierte Industrie- und Produktdesign. Zwischen 2000 und 2005 fertigte er computergenerierte futuristische Illustrationen an. In den 2010er Jahren arbeitete er mit Bleistift, Tinte und in Aquarelltechnik an psychedelisch gefärbten Pin-Ups.
Enric Bug zeigte seine Arbeiten auf Sammelausstellungen wie Catalunya vista des de l’exterior der Banco Exterior de España (Barcelona, 1980), Tintin a Barcelona der Stiftung Fundació Joan Miró (Barcelona, 1984), Art al carrer (Figueres, 1984), Col·lectiva JAF (Joventuts Artístiques de Figueres, 1985), Rock al Museu im Museu de l’Empordà (Figueres, 1996) oder Pangrama in der Galeria Canaleta (Figueres, 1996). Im Juni 2011 stellte er eine Retrospektive seiner Arbeiten in Espai d’Art del Celler Espelt in Vilajuïga aus. In einer Einzelausstellung mit dem Titel F.A.C.E.S präsentierte er 2014 in der Galeria Aljub in Figueres Porträts bekannter Persönlichkeiten.
Der Künstler lebt in Figueres.

## Publikationen (Auswahl)
- The Speed Kills. Star 41, 1978 (Debüt)[2][3]
- Chewing gum. Star 46, 1979
- How to Make Up. Star 44–48, 1979
- Blues de la ciudad. Bésame Mucho 5, Producciones Editoriales S.A., November 1980
- El Misterio del Cadillac negro. Bésame Mucho 6, Producciones Editoriales S.A., Dezember 1980
- Titelbild und Nivel.B52. Bésame Mucho 10, Producciones Editoriales S.A., April 1981
- Candy. Bésame Mucho 12, Producciones Editoriales S.A., Juni 1981
- Rockabilly de verano. Bésame Mucho 13, Producciones Editoriales S.A., Juli 1981
- Rockabilly de verano. Bésame Mucho 14, Producciones Editoriales S.A., August 1981
- Rockabilly de verano. Bésame Mucho 15, Producciones Editoriales S.A., September 1981
- Misión destruir Alien. Bésame Mucho 16, Producciones Editoriales S.A., Oktober 1981
- Lucky el zurdo. Bésame Mucho 20, Producciones Editoriales S.A., Februar 1982
- Titelbild und Lucky el zurdo. La dama negra. Bésame Mucho 21, Producciones Editoriales S.A., März 1982
- Lucky el zurdo. Bésame Mucho 22, Producciones Editoriales S.A., März 1982
- Lucky el zurdo. Bésame Mucho 23, Producciones Editoriales S.A., April 1982
- Lucky el zurdo. Bésame Mucho 24–25, Producciones Editoriales S.A., Juni 1982
- Titelbild und Lucky el Zurdo. Bésame Mucho 26, Producciones Editoriales S.A., August 1982[8]